# 소드 마스터: 절대 강호의 죽음
《소드 마스터: 절대 강호의 죽음》(중국어: 三少爷的剑)은 2017년 6월 1일에 대한민국에서 개봉한 홍콩, 중국의 액션 드라마 모험 영화이다. 고룡의 소설 삼소야적검이 원작이다.

## 출연진
- 하윤동
- 강일연
- 임경신
- 장몽첩
- 바오 치 징
- 마경경
- 임조서